# Capannoli
Capannoli é uma comuna italiana da região da Toscana, província de Pisa, com cerca de 5.105 habitantes. Estende-se por uma área de 22 km², tendo uma densidade populacional de 232 hab/km². Faz fronteira com Lari, Palaia, Peccioli, Ponsacco, Pontedera, Terricciola.

## Demografia
| Variação demográfica do município entre 1861 e 2011                               |
|                                                                                   |
| Fonte: Istituto Nazionale di Statistica (ISTAT) - Elaboração gráfica da Wikipedia |